# Khadidja Zerabib
Khadidja Zerabib, née le 12 avril 1994, est une escrimeuse algérienne. 

## Carrière
Elle remporte aux Championnats d'Afrique d'escrime 2011 la médaille de bronze en fleuret par équipes. Elle est médaillée d'argent en fleuret par équipes aux Championnats d'Afrique d'escrime 2014, aux Championnats d'Afrique d'escrime 2015, aux Jeux africains de 2015 et aux Championnats d'Afrique d'escrime 2016.